# Вирус (албум)
Вирус је трећи студијски албум српске рок групе Деца лоших музичара, једини издат за дискографску кућу Metropolis Records, и једини који углавном садржи инструменталне композиције, с обзиром да је на њему музика из истоимене позоришне представе.

## Песме
Музика, текстови и аранжмани ДЛМ, осим „Болера“.
1. „Дезодоранс“ * - 3:48
2. „Сестра плаче“ - 1:33
3. „Болеро“ * - 6:29
4. „Биће све у реду“ - 1:42
5. „Смрз'о сам се од страха“ - 1:26
6. „Шприц у канти“ - 3:13
7. „Ушао ми дим у очи“ - 1:19
8. „Хаустор“ - 1:49
9. „Врата“ - 2:09
10. „Љубав“ * - 4:27

## Музичари

#### Чланови групе
- Сиља - глас
- Жика - бас
- Јоца - гитара
- Микац - бубњеви
- Миље - саксофон
- Бора - труба

#### Гости
- Никола - тромбон (Љубав)
- Хари - флаута (Болеро, Врата)
- Андреј - скреч (Дезодоранс, Болеро)
- Иван Јевтовић - глас (Љубав)
- Александра - пратећи вокали (Љубав)

## Остало
- Дизајн омота: Ранко Томић
- Фотографије групе: Браца Надеждић